# Балаш Віктор Григорович
Ві́ктор Григо́рович Ба́лаш (* 28 березня 1932, Херсон (в інших джерелах — Москва) — † 2006) — народний художник України, головний художник Херсонського обласного музично-драматичного театру ім. М.Куліша.

## Життєпис
Малювати почав з 5 років, до цього заохочував його дід, Андрій Дмитрович Слободков.
1953 року закінчив Московське художнє училище пам'яті 1905 року, педагогом був професор В. О. Шестаков. Дипломною виставою була «Сива дівчина» за п'єсою китайського драматурга Цао Юй.
З 1954 року бере участь в обласних, республіканських, всесоюзних та зарубіжних художніх виставках.
Перші вистави здійснював в Республіканському театрі Комі АРСР. З 1956 — член Спілки театральних діячів України; з 1959 працює в Херсоні, 1963 — член Спілки художників України. Головний художник Херсонського обласного музично-драматичного театру ім. М.Куліша.
1976 року нагороджений орденом «Знак Пошани», 1978 — заслужений художник Української РСР, 1999 року нагороджений орденом «За заслуги» III ступеня.
З 2002 року — народний художник України. Створив цілу низку творів сценографічного мистецтва.
За його участі були організовані 8 персональних виставок, 15 обласних, 10 республіканських, зарубіжні експозиції у Болгарії, Грузії, Росії, Угорщині та Чехословаччині.
Лауреат театральної премії «Успіх» в номінації «Найкраща сценографія» — 1998; дипломант Міністерства культури та мистецтва України, Національної спілки художників України. Нагороджений дипломом лауреата та премією Всеукраїнського театрального фестивалю «Мельпомена Таврії» — в номінації «Найкраще сценографічне рішення», за виставу «Лісова пісня» (п'єса Лесі Українки) − 2001. Здобув диплом лауреата та премію Національної спілки театральних діячів України в номінації «Наш родовід» — 2006, відзначений Президентом України та цінним подарунком (годинником) від Голови Верховної Ради України того ж року.
Згадка про нього як ведучого сценографа є в Українській Радянській Енциклопедії.
Оформив близько 250 спектаклів на сцені театрів. Серед них —
- «Есмеральда»,
- «Зачарований вітряк» М. Стельмаха,
- «Знамено Адмірала» О. Штейна,
- «Лісова пісня» Лесі Українки,
- «Майська ніч» М. Гоголя, 1981,
- «Маклена Ґраса», М. Г. Куліша, 1972,
- «Маруся Богуславка» М. Старицького,
- «Назар Стодоля», Т. Г. Шевченка, 1955,
- «Не судилося» М. Кропивницького,
- «Оргія» — Лесі Українки, 1970,
- «Пісня в келиху» І. Кочерги,
- «Ромео і Джульєтта» Вільяма Шекспіра,
- «Таврія» О. Гончара, 1970,
- «Тарас Бульба» М. В. Гоголя,
- «Севастопольський вальс», 1962,
- «Циган-прем'єр»,
- «Чебрець пахне сонцем» О. Коломійця,
- «Яблуневий полон»,
- «97» (Голодомор) М. Г. Куліша.

Серед робіт —
- «Дівчина з глечиком» — 1953,
- «Портрет старого» — 1953.

З дружиною Елеонорою виховали дочку Олену та сина Дмитра.
2002 року до його 70-річчя вийшла книга Людмили Чепеленко «Художник театру — Віктор Балаш».